# Perfidie (film)
Pour les articles homonymes, voir Perfidie.
Pour plus de détails, voir Fiche technique et Distribution.
Perfidie, sorti en 2022, est un long métrage ivoirien réalisé par Roland Gogo.

## Synopsis
Perfidie est un film ivoirien centré sur Faya, une jeune femme médecin spécialisée dans le traitement du cancer. Fille d'un ancien policier, elle est marquée par le meurtre de ses parents, tués lors d'une attaque orchestrée par des policiers corrompus et des criminels. Son père, engagé dans une enquête compromettante, est éliminé avec sa femme un soir où des hommes armés font éruption dans leur domicile. Faya et son frère Fabrice, cachés dans la maison, parviennent à échapper aux assassins. Cependant, Fabrice voit le visage de l'assassin de leurs parents. Faya infiltre les milieux criminels pour se venger,.
Le film aborde les thèmes de la trahison, la vengeance et la quête de justice.

## Fiche technique
- Titre original : Perfidie
- Réalisateur : Roland Gogo
- Producteur : BMIP Record Label
- Acteurs principaux : Michel Gohou, Ray Reboul, Konnie Touré[5], Christelle Tiemoko
- Genre : Drame
- Durée : 122 minutes
- Pays de production :  Côte d'Ivoire
- Langue originale : français
- Format : couleur
- Date de sortie : 9 septembre 2022, Abidjan, Côte d'Ivoire[6]

## Distribution
- Michel Gohou : Père de Faya
- Ray Reboul : Policier corrompu
- Konnie Toure : Faya[7]
- Christelle Tiemoko : Mère de Faya
- Mike Alabi : Meurtrier
- Zena Alisar : Femme de Mike Alabi
- Shado Chris : Policier corrompu
- Stanley Enow : Fabrice (frère de Faya)
- Kadja : Personnage secondaire
- Elow'n : Personnage secondaire
- MB Da Bat : Personnage secondaire